# Serra de la Mar
|  | No s'ha de confondre amb Serra do Mar. |

La Serra de la Mar és una serra de la Serralada Litoral Catalana.

## Particularitats
Està situada al municipis de Vandellòs i l'Hospitalet de l'Infant, a la comarca de la Baix Camp i el de Tivissa, a la comarca del Ribera d'Ebre. Aquesta serra s'alça damunt del Circuit de Calafat i de la urbanització Calafat.
L'elevació màxima d'aquesta serra és de 697 metres al Tossal de l'Alzina. Está situat a l'extrem oriental de la serra i hi ha una panoràmica formidable des d'aquest cim.
L'eix de la serra de la Mar continua seguint el litoral en direcció nord-est amb les Moles del Taix i los Dedalts.